# Anua rogata
Anua rogata là một loài bướm đêm trong họ Erebidae.